# 拟毡毛石韦
拟毡毛石韦（学名：Pyrrosia pseudodrakeana）为水龙骨科石韦属下的一个种。

## 扩展阅读
- 維基物種上的相關：拟毡毛石韦